# June Squibb
June Louise Squibb, född 6 november 1929 i Vandalia i Illinois, är en amerikansk skådespelare.
Squibb inledde sin karriär på teaterscenen och har bland annat medverkat i musikalen The Happy Time på Broadway som 1968 nominerades till en Tony Award för Bästa musikal. Vid Oscarsgalan 2014 nominerades Squibb till Bästa kvinnliga biroll för sin roll i Alexander Paynes film Nebraska.
Squibb har även verkat som fotomodell.

## Filmografi i urval
- 1992 – En kvinnas doft
- 1997 – Ute eller inte
- 1998 – Joe Black
- 2002 – Far From Heaven
- 2002 – About Schmidt
- 2005–2007 – Ghost Whisperer (TV-serie)
- 2008–2009 – The Young and the Restless (TV-serie)
- 2013 – Nebraska
- 2019 – Toy Story 4 (röst)
- 2025 – Eleanor the Great